# Philippe Limosin
Philippe Limosin est un maître écrivain juré français, actif à Paris au milieu du XVIIe siècle.

## Biographie
Né vers 1611 et mort vers 1670, il a été reçu maître le 23 mai 1637, à vingt-six ans. Il était syndic de la Communauté des maîtres écrivains jurés de Paris en 1660, et figure en 1664 et 1667 dans la liste des maîtres écrivains qui doivent élire un syndic. On a de lui un portrait gravé par Chauveau en 1647, quand il avait 36 ans (voir ici).
Limosin eut un fils prénommé comme lui, reçu maître de la même Communauté le 12 mai 1657, et qui n'a rien publié.

## Œuvres

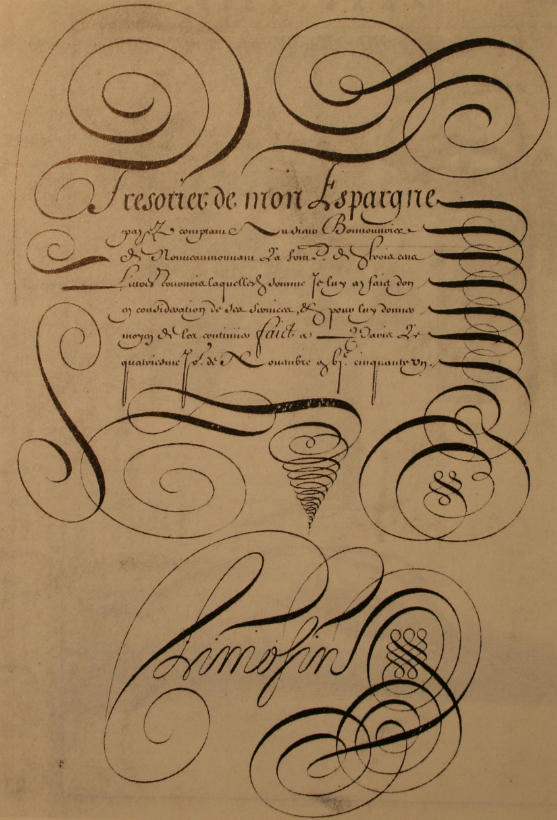
Une page de L'Escriture financière... (ca. 1651).

La bibliographie des ouvrages de Limosin est relativement incohérente. Nous avons privilégié ici les mentions données par Mediavilla et les ouvrages dont on peut citer un exemplaire. Il est probable que des planches aient été réutilisées d'un recueil à l'autre, voire que des recueils entiers aient été réémis sous des titres différents.
- Exemples de toutes sortes de lettres françoises financière et italienne bastarde qui sont le plus à présent en usage, escrites à la main. Paris : Bonnart, [ca. 1645 ?]. 24 pl. (Chicago NL : Wing fZW 639.L 622). Cat. Destailleur n° 851/8°. Peut-être identique à l'édition suivante :
- Exemplaires de pieces de toutes les sortes de lettres françoises financières, et italienne bastarde qui sont le plus à présent en usage ; escrites à la main en l'année 1646 par Philippes Limosin parisien et maître écrivain juré à Paris. Paris : 1646. 2°, 19 pl. grav. par Robert Cordier. Contient le portrait de l'auteur en frontispice. London BL : 1266.i.26. Titre reproduit dans Peignot 1983 p. 64.
- Les Nouvelles œuvres contenant plusieurs pièces d'écriture française, financière et italienne formée et courant d'une méthode la plus difficile à imiter qui se sont pratiquées jusqu'à présent, avec des alphabets différents sur chacune de toutes lesdites sortes d'écritures qui sont le plus souvent en usage... Dédiées à Monsieur le Chancelier par Philippe Limosin... Paris : 1647. Portrait de l'auteur au titre.
- Livre d'écriture des nouvelles lettres de finance et italienne bastarde, la plus à la mode. Paris : 1647. 2°, 17 pl. grav. par Robert Cordier. Contient le portrait de Limosin au second feuillet, gravé par Chauveau. Dédié au chancelier Séguier.
- L'Escriture financière et italienne bastarde à présent en usage de P. Limosin... Paris : P. Bonnart, [ca. 1651]. 2°, 18 pl. gravée par Robert Cordier ou Bonnart. Quelques planches sont datées, la plus récente 1651. Cat. Jammes p. 22.
- Examen de l'art d'escriture, par demandes et responses sur toutes sortes d'escriture qui sont à présent en usage en ce royaume... Paris : auteur, 1655. 8°, 68 p. (Paris BNF : V-45016).